# 1964-es labdarúgó-Európa-bajnokság (döntő)
Az 1964-es labdarúgó-Európa-bajnokság döntője volt a sorozat fináléja, melyet a madridi Santiago Bernabéu stadionban rendeztek 1964. július 21-én. A döntőben a házigazda Spanyolország és a címvédő Szovjetunió találkozott. A mérkőzést a spanyol válogatott nyerte 2–1-re.

## A mérkőzés
| 1964. június 21. 18:30 CET |

| Spanyolország           | 2–1               | Szovjetunió  |
| ----------------------- | ----------------- | ------------ |
| Pereda 6' Marcelino 84' | (1–1) Jegyzőkönyv | Huszainov 8' |

| Santiago Bernabéu stadion, Madrid Nézőszám: 79 115 Játékvezető: Arthur Holland ((angol)) |

| Spanyolország | Szovjetunió |

| SPANYOLORSZÁG:       |    |                    |
|                      |    |                    |
| GK                   | 1  | José Ángel Iribar  |
| DF                   | 2  | Feliciano Rivilla  |
| DF                   | 3  | Isacio Calleja     |
| MF                   | 4  | Ignacio Zoco       |
| DF                   | 5  | Ferran Olivella    |
| MF                   | 6  | Josep Fusté        |
| FW                   | 7  | Amancio Amaro      |
| FW                   | 8  | Jesús María Pereda |
| FW                   | 9  | Marcelino Martínez |
| FW                   | 10 | Luis Suárez        |
| FW                   | 11 | Carlos Lapetra     |
| Szövetségi kapitány: |    |                    |
| José Villalonga      |    |                    |

| SZOVJETUNIÓ:         |    |                                 |
|                      |    |                                 |
| GK                   | 1  | Lev Jasin                       |
| LB                   | 2  | Viktor Susztyikov               |
| CB                   | 3  | Albert Seszternyov              |
| CB                   | 4  | Eduard Mudrik                   |
| RB                   | 5  | Valerij Voronyin                |
| LM                   | 6  | Viktor Anyicskin                |
| CM                   | 7  | Igor Csiszlenko                 |
| CM                   | 8  | Valentyin Ivanov                |
| RM                   | 9  | Viktor Ponyegyelnyik            |
| FW                   | 10 | Alekszej Kornyejev              |
| FW                   | 11 | Galimzjan Szalihovics Huszainov |
| Szövetségi kapitány: |    |                                 |
| Konsztantyin Beszkov |    |                                 |

| Az 1964-es labdarúgó-Európa-bajnokság győztese |
| ---------------------------------------------- |
| SPANYOLORSZÁG 1. cím                           |